# Sid Meier's Railroads!
Sid Meier's Railroads! este un joc video de simulare economică dezvoltat de Sid Meier pe baza motorului grafic Gamebryo. Jocul a apărut în octombrie 2006 ca o continuare a jocului Railroad Tycoon 3. Deși Sid Meier a creat seria originală Railroad Tycoon, mai multe versiuni ale jocurilor au fost dezvoltate de PopTop Software. După o vizită la Miniatur Wunderland din Hamburg, Germania, Sid Meier a avut inspirația de a reinventa creația sa originală.
Jocul, în principiu, constă în a așeza șine, restul (poduri, semafoare, tuneluri) se face în mod automat. Prețul variază în funcție de teren: mai scump când terenul este accidentat. Punerea șinelor pe teren este încurcată de viteza prea mare a jocului, de asemenea pentru șinele duble plasarea automată a semafoarelor duce la încurcături.
Jocul are 15 scenarii istorice sau fictive. Primele campanii au loc în colțuri diferite ale lumii, prezentându-se (într-un fel) istoria căilor ferate: de la apariția locomotivei cu aburi la ultrarapidul TGV.
Pentru a ajunge în poziția de mare magnat al gărilor trebuiesc mutate diferite trenuri cu pasageri, de marfă, cu corespondență, etc. Există și o bursă, cu licitații care pot fi interesante în modul multiplayer. 

Imagine din joc

Sid Meier's Railroads! este un tycoon mai accesibil jucătorului, simplificându-se micromanagementul simulatoarelor economice.

## Scenarii
La fel ca versiunile anterioare, Railroads! are diverse scenarii istorice, în regiuni ca Southwestern United States, Pacific Northwest (regiuni în Statele Unite ale Americii),  Regatul Unit, Franța, Europa de Est și Germania. În aceste scenarii, jocul permite jucătorului să ia rolul unor industriași faimoși din trecut, cum ar fi Cornelius Vanderbilt sau J.P. Morgan.